# Thung lũng Delaware
Thung lũng Delaware là một vùng đô thị ở bờ Đông Hoa Kỳ bao gồm Philadelphia và các khu vực bao quanh. Thung lũng Delaware bao gồm các quận ở Đông Pennsylvania và Tây New Jersey, một quận ở miền bắc Delaware và một quận ở phía đông bắc Maryland. Khu vực này có dân số hơn 6,1 triệu người (theo Cục Điều tra Dân số năm 2010). Philadelphia, trung tâm thương mại, văn hóa và trung tâm công nghiệp lớn của khu vực, duy trì một lĩnh vực khá lớn ảnh hưởng ảnh hưởng đến các quận đó ngay lập tức bao quanh nó. Đa số dân của khu vực cư trú ở Pennsylvania và New Jersey.
Tính đến tháng 3 năm 2011, khu vực thống kê đô thị Philadelphia-Camden-Wilmington, PA-NJ-DE-MD là vùng đô thị lớn thứ sáu tại Hoa Kỳ  và được đặt vào cuối phía nam của Siêu đô thị Đông Bắc kéo dài từ Boston đến Washington, DC
Dựa trên dòng người đi lại, OMB cũng xác định một khu vực thị trường lao động rộng lớn hơn cho biết thêm rằng Berks Quận CSA Philadelphia-Camden-Wilmington đưa tổng dân số đô thị đến 6,53 triệu người.
Truyền thông của Philadelphia đứng thứ tư, sau New York, Los Angeles, Chicago, trong bảng xếp hạng kích thước thị trường Nielsen Media.